# Charles Savarin
Charles Angelo Savarin (Portsmouth, 2 de octubre de 1943) es un político dominiqués, licenciado por la Ruskin College, posteriormente entró en la política siendo miembro del Partido Laborista de Dominica (PLD).
En el gobierno de Dominica, pertenece como diputado al Parlamento Nacional, también actualmente se desempeña como Ministro de Seguridad Nacional, Inmigración, Trabajo y de la Función Pública y a partir del día 2 de octubre de 2013 fue investido como nuevo Presidente de Dominica.

## Distinciones honoríficas

### Distinciones honoríficas extranjeras
- Caballero Gran Cruz de Mérito de la Sagrada Orden Militar Constantiniana de San Jorge (Casa de Borbón-Dos Sicilias, 05/11/2014).[1]